# Ірма-Магда Розеншток
Ірма-Магда Хаймівна Розеншток (1904, Чернівці — 1965) — чернівецька художниця єврейського походження.

## Життєпис

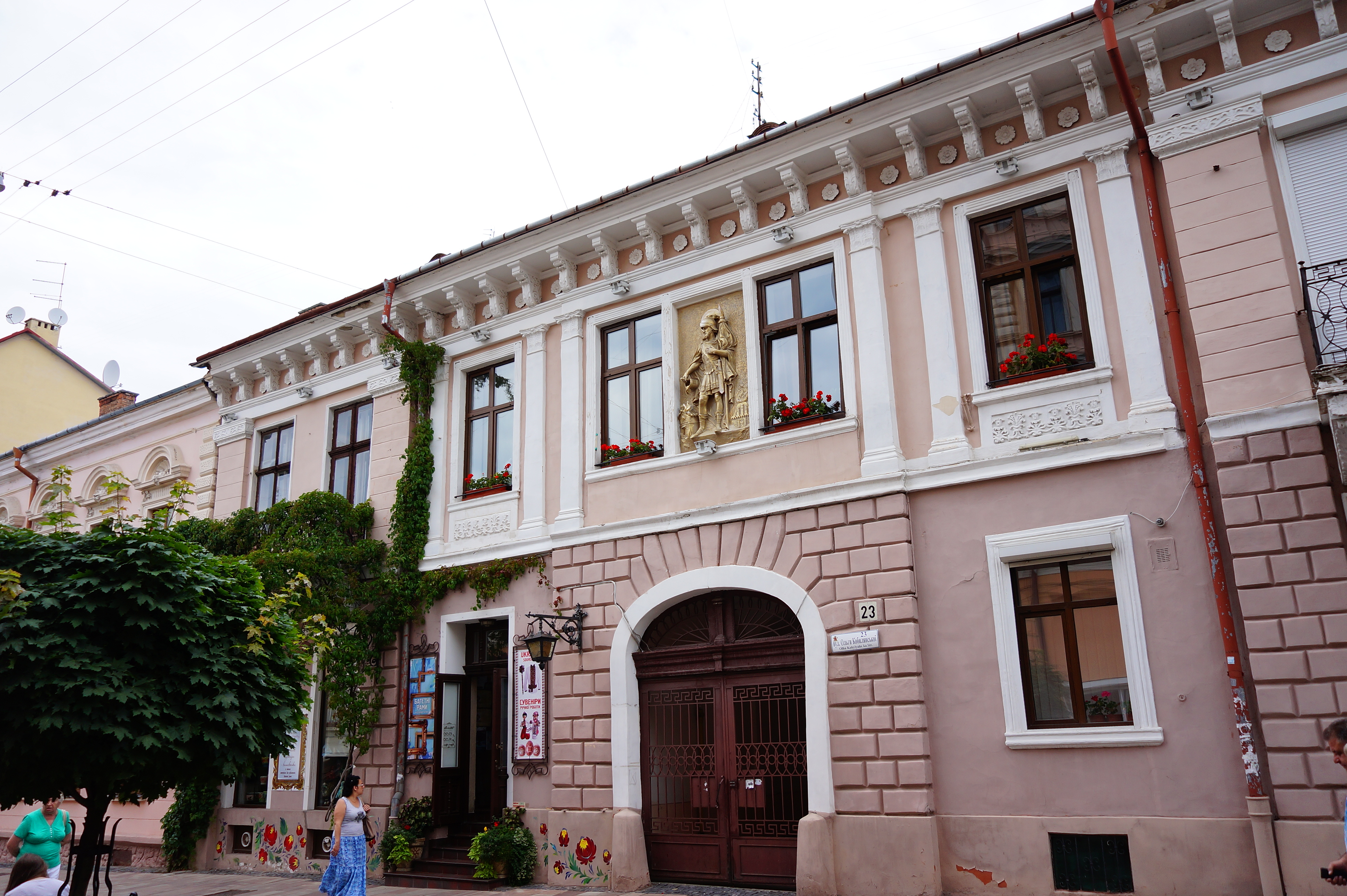
Будинок у якому проживала Ірма Розеншток.

Народилася у м. Чернівці у родині Хайма Розенштока — підприємця, що спеціалізувався на торгівлі нафтою. З родиною проживала на вулиці О. Кобилянської у будинку № 23 у квартирі № 6.
Ірма мала неабиякий хист до малювання і навчалася художньому ремеслу. Була ученицею Євбезія Ліпецького, який мав приватну школу малярства та графіки у Народному домі в Чернівцях. Окрім Ірми Розеншток, серед його учнів були також Ірина Вільде, Михайло Івасюк, Одарка Киселиця, Михайло Молдован.
Освіту вона здобувала у Парижі, а повернувшись до Чернівців, практикувалась у відомого маляра Бучевського. Вона багато подорожувала, бувала у різних країнах світу. З Мексики привезла чудову колекцію найрізноманітніших кактусів, і це була одна з перших у місті колекція екзотичних рослин. Ірма мала гарну бібліотеку, в якій були кращі твори класиків европейської літератури та численні каталоги з різних виставок живопису.

## Творчість

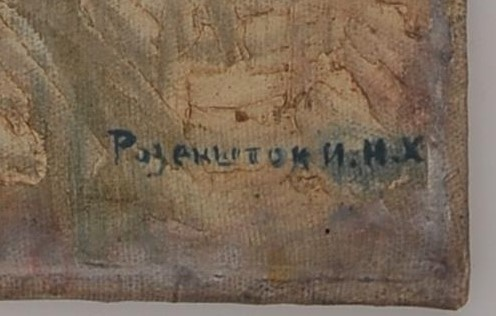
Підпис художниці.

Малювала портрети буковинців, у яких значну увагу приділяла докладному відтворенню не тільки всіх частин костюму, а й ретельному відображенню його оздоблення, що дозволяє завдяки активним плямам кольорів створити динамічну живописну поверхню, підкресливши заразом індивідуальну виразність зовнішності змальованих селян («Портрет хлопчика», «Портрет жінки», 1920–1930-ті рр.).
Є авторкою ескізу натюрморту, що призначався для оздоблення інтер'єру кафе «Європа» у будинку № 5 на вулиці О. Кобилянської. Натюрморт був 5 м завширшки та 120 см у висоту та знаходився у верхній частині стіни біля кухні. У 1980-х декор було замальовано.
Роботи художниці зберігаються у Чернівецькому обласному художньому музеї та у Чернівецькому музеї історії та культури євреїв Буковини.

## Галерея

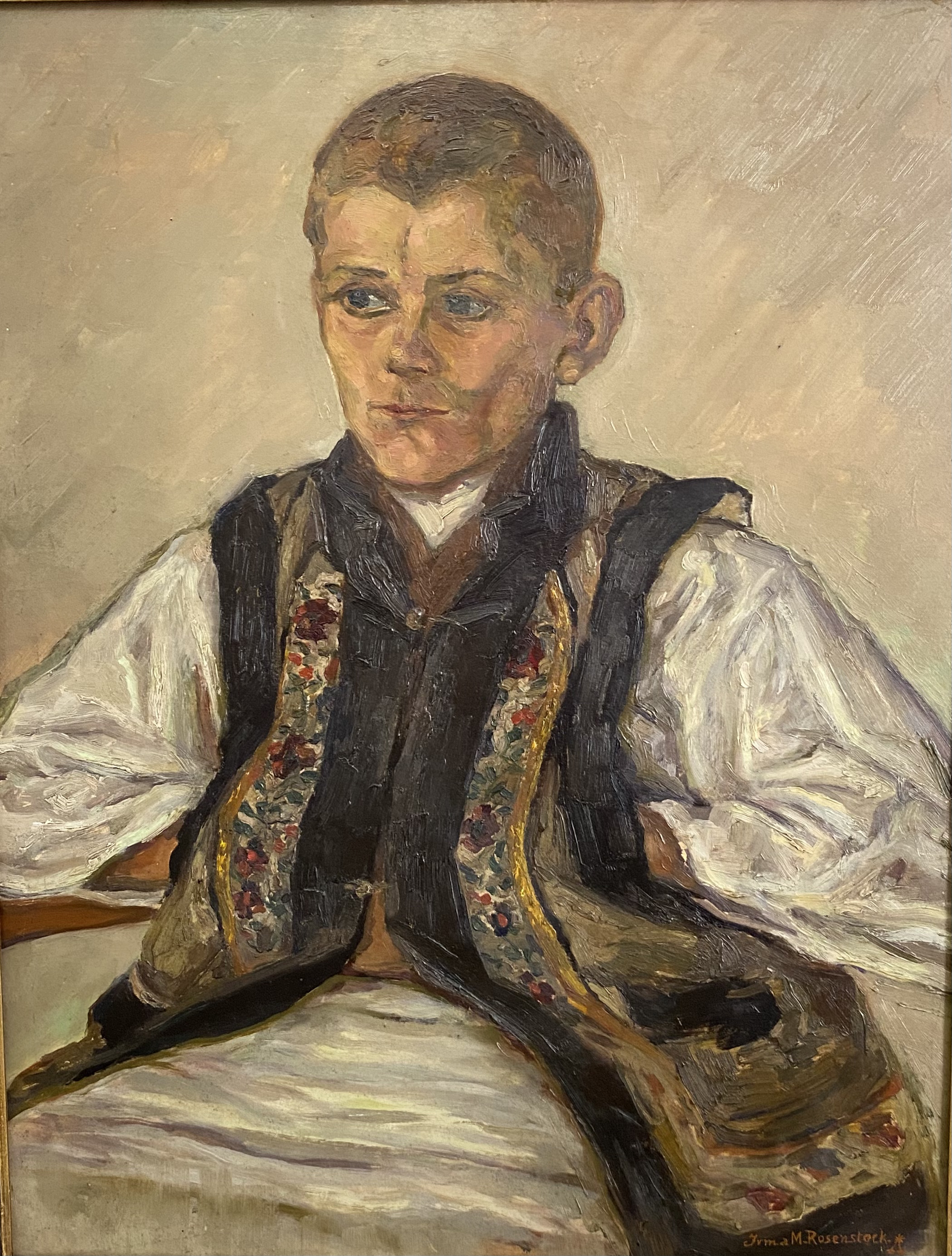
І. Розеншток. Портрет хлопчика.
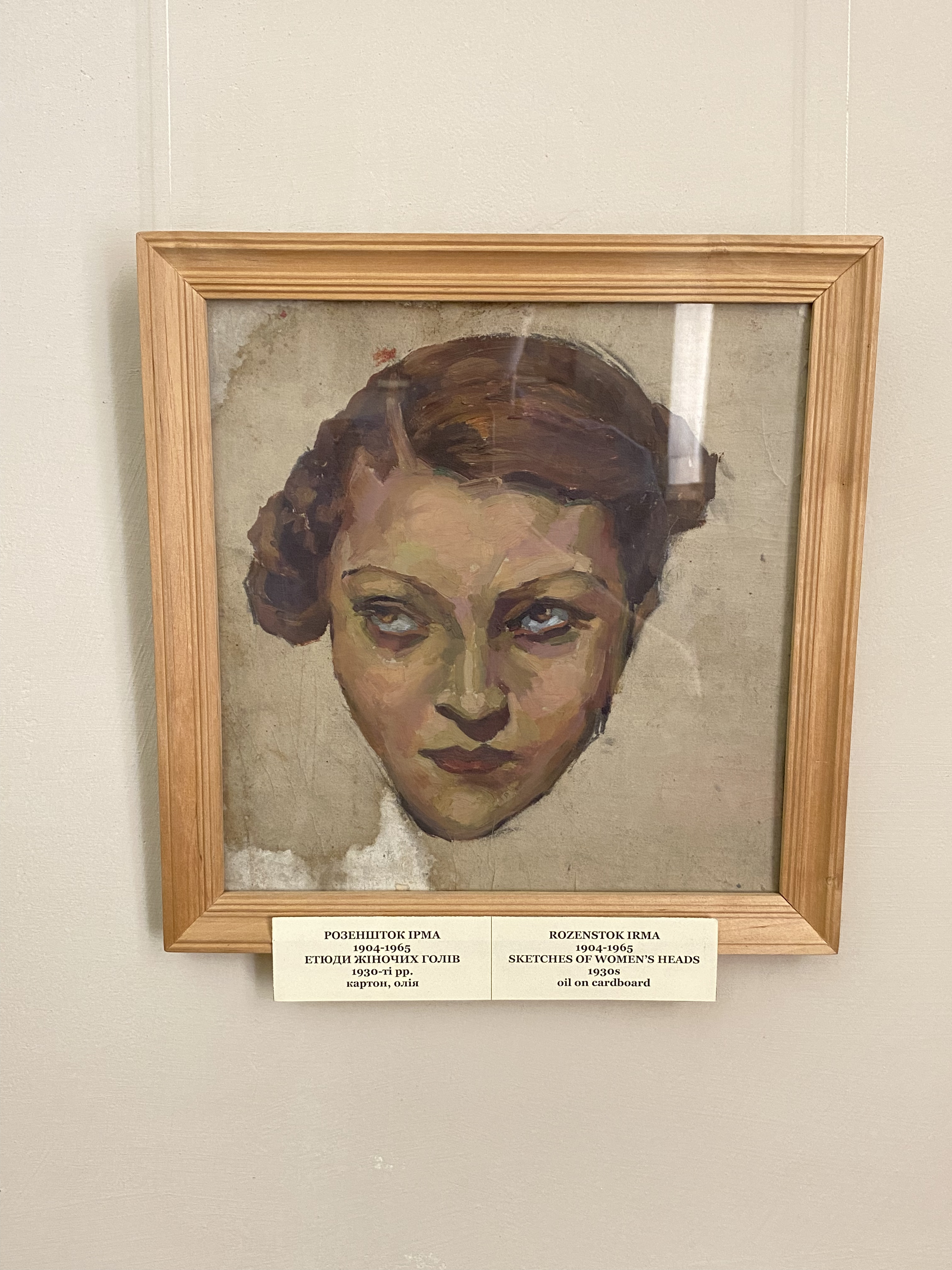
І. Розеншток. Етюди жіночих голів (1930-ті)